# Йонас Портін
Йонас Портін (фін. Jonas Portin, нар. 30 вересня 1986, Якобстад) — фінський футболіст, що грав на позиції захисника.
Виступав, зокрема, за клуби «Яро», «Асколі» та «Падова», а також молодіжну збірну Фінляндії.

## Клубна кар'єра
Народився 30 вересня 1986 року в місті Якобстад. Вихованець футбольної школи клубу «Яро». Дорослу футбольну кар'єру розпочав 2005 року в основній команді того ж клубу, в якій провів чотири сезони, взявши участь у 83 матчах чемпіонату.  Більшість часу, проведеного у складі «Яро», був основним гравцем захисту команди.
Своєю грою за цю команду привернув увагу представників тренерського штабу клубу «Асколі», до складу якого приєднався 2009 року. Відіграв за команду з Асколі-Пічено наступний сезон своєї ігрової кар'єри. Граючи у складі «Асколі» також здебільшого виходив на поле в основному складі команди.
У 2010 році перейшов до клубу «Падова», за який відіграв 2 сезони.  Завершив професійну кар'єру футболіста виступами за команду «Падова» у 2012 році.

## Виступи за збірні
У 2005 році дебютував у складі юнацької збірної Фінляндії (U-19), загалом на юнацькому рівні взяв участь в 11 іграх, відзначившись одним забитим голом.
Протягом 2007–2009 років залучався до складу молодіжної збірної Фінляндії. На молодіжному рівні зіграв у 21 офіційному матчі, забив 2 голи.